# Ferula hezarlalehzarica
Ferula hezarlalehzarica là một loài thực vật có hoa trong họ Hoa tán. Loài này được Ajani mô tả khoa học đầu tiên năm 2008.